# Юрковецька сільська територіальна громада
Юрковецька сільська територіальна громада — територіальна громада України, в Чернівецькому районі, Чернівецької області. Адміністративний центр — село Юрківці.
Площа громади — 148,63 км², населення — 9956 мешканців (2018).
Утворена 21 вересня 2017 року шляхом об'єднання Баламутівської, Горошовецької, Добриновецької, Погорілівської, Ржавинецької та
Юрковецької сільських рад Заставнівського району.
2018 року до громади добровільно приєдналася Чорнопотіцька сільська рада.

## Населені пункти
До складу громади входять 8 сіл: Баламутівка, Боянчук, Горошівці, Добринівці, Погорілівка, Ржавинці, Чорний Потік та Юрківці.